# Томас Перес
Томас Едвард Перес (англ. Thomas Edward Perez; нар. 6 жовтня 1961, Баффало, Нью-Йорк) — американський юрист і політик-демократ домініканського походження, міністр праці США в адміністрації Обами у 2013-2017 роках.
Перес є випускником Браунівського університету і Гарвардської школи права. Він працював клерком в окружному суді США по округу штату Колорадо, після чого працював федеральним прокурором Департаменту юстиції з 1989 по 1995 рр. Він також був заступником помічника генерального прокурора Джанет Ріно з питань громадянських прав. Він працював спеціальним радником сенатора Теда Кеннеді до 1998 р, коли він очолив Управління з питань громадянських прав Департаменту охорони здоров'я і соціальних служб США в адміністрації Клінтона.
Перес був обраний членом Ради округу Монтгомері (штат Меріленд) у 2002 р., очолював раду з 2005 по 2006 рр. Він намагався стати кандидатом від Демократичної партії на посаду генерального прокурора Меріленду, але був дискваліфікований з технічних причин.
У 2007 р. Перес був призначений губернатором Меріленду Мартіном О'Меллі секретарем департаменту праці, ліцензування та регулювання штату. З 2009 по 2013 рр. він працював помічником генерального прокурора США.